# Dicranomyia geyserensis
Dicranomyia geyserensis là một loài ruồi trong họ Limoniidae. Chúng phân bố ở miền Tân bắc.